# 清城站
清城站是位于中國广东省清远市清城区湖城大道与凤翔南路交叉口西北角的铁路车站，為广清城际铁路的中途站，于2020年11月30日启用。
本站与龙塘镇站东侧的龙塘动车运用所接轨。

## 车站结构

### 车站楼层
清城站为双层车站，配有双岛四线式站台。
| 地上二层 | 4站台    | 广清城际 花都方向（下站：龍塘鎮）   |  |  |
|          | 岛式站台 |                                     |  |  |
|          | 3站台    | 广清城际快车 花都方向（下站：花都） |  |  |
|          | 2站台    | 广清城际快车 飞霞方向（下站：飞霞） |  |  |
|          | 岛式站台 |                                     |  |  |
|          | 1站台    | 广清城际 飞霞方向（下站：燕湖）     |  |  |
| 地面     | 站厅     | 进出站口、售票处、候车区            |  |  |

### 出入口
清城站设有2个出入口供乘客进出车站。
|                                           |      |      |          |                                                                                     |
| 编号                                      | 设施 | 照片 | 出口指示 | 建议前往的目的地                                                                    |
| A                                         |      |      | 广清大道 | 广清大道 公交：城际窝田路站                                                         |
| B                                         |      |      | 凤翔中路 | 凤翔中路 公交：广清城际清城站、凤翔南路西一号站、凤翔南路东一号站（城轨凤翔中路站） |
| 註： 設有 \| 設有 \| 設有 \| 設有扶手電梯 |      |      |          |                                                                                     |

## 图集

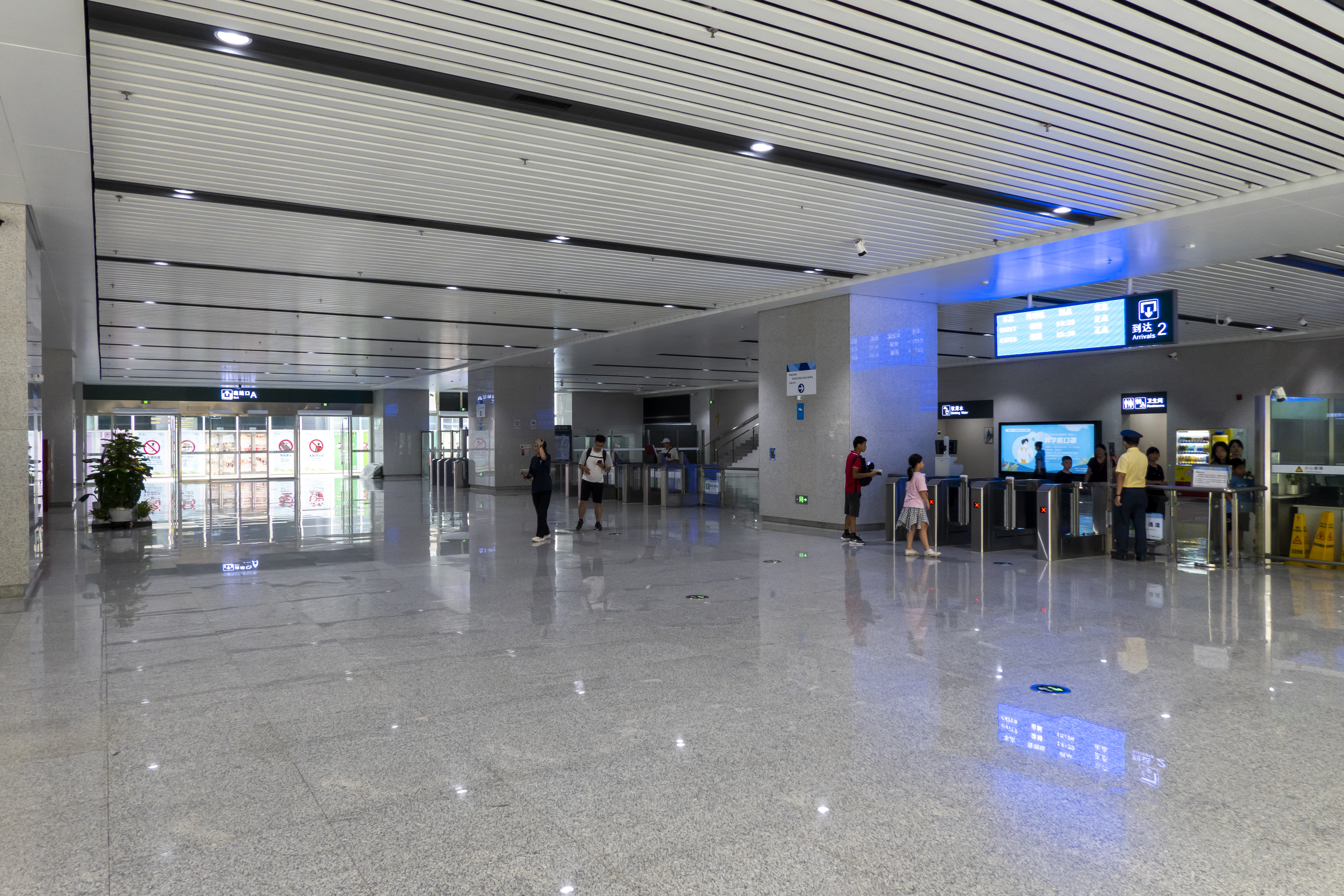
站厅
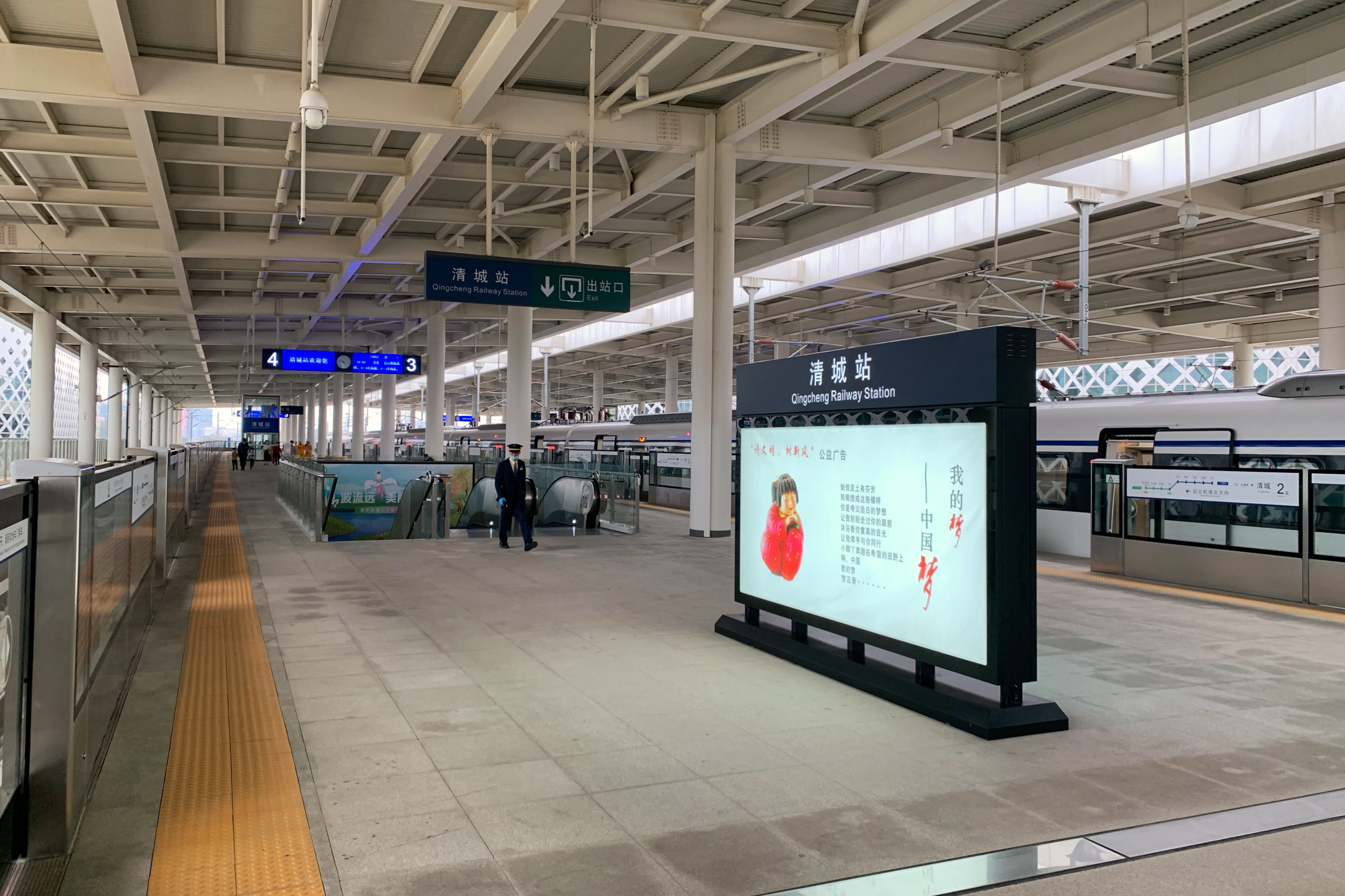
4站台

## 历史
本站在规划和建设时期被称作清远站，但与京广高铁的同名车站无关。车站主体结构于2017年7月封顶。
2020年，本站定名清城站，并在11月30日随广清城际铁路的开通而启用。

## 配套商业项目
本站设有配套的商业项目，共有两栋，分布于车站东西两侧，设地下两层和地上四层。该建筑于2018年5月动工建设，2019年7月封顶，2022年4月通过竣工验收。车站开通初期，该商业项目一直无商户入驻也未对公众开放；2024年，居然之家落地该处，将开设大型家居商城。